# (21736) Samaschneid
(21736) Samaschneid (1999 RW149) – planetoida z pasa głównego asteroid okrążająca Słońce w ciągu 3,54 lat w średniej odległości 2,32 j.a. Odkryta 9 września 1999 roku.